# 1815
1815 (MDCCCXV) a fost un an obișnuit al calendarului gregorian, care a început într-o zi de duminică.

## Evenimente

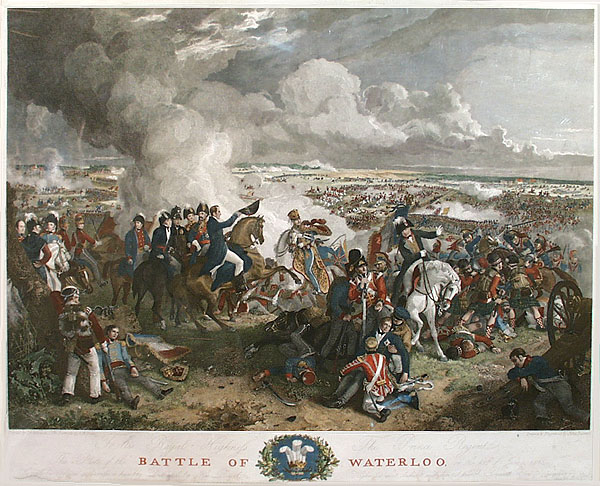
Bătălia de la Waterloo.

### Ianuarie
- 2 ianuarie: Lord Byron se căsătorește cu Anna Isabella Milbanke la Seaham, Comitatul Durham, Anglia.
- 3 ianuarie: Austria, Marea Britanie și Franța formează o alianță defensivă secretă împotriva Prusiei și Rusiei.
- 8 ianuarie: Bătălia de la New Orleans. Confruntare între Statele Unite și Marea Britanie în Războiul din 1812.

### Februarie
- 3 februarie: Prima fabrică comercială de brânză este fondată în Elveția.
- 26 februarie: Napoleon Bonaparte evadează din insula Elba.

### Martie
- 16 martie: Olanda devine regat, iar Willem I devine primul rege al Țărilor de Jos.
- 20 martie: Napoleon intră în Paris; începutul "celor 100 de zile".

### Iunie
- 9 iunie: Se semnează actul final al Congresului de la Viena. Se fixează noi frontiere în Europa.
- 16 iunie: Bătălia de la Ligny: Napoleon învinge trupele prusace.
- 18 iunie: Bătălia de la Waterloo: Ducele de Wellington îl învinge pe Napoleon; sfârșitul războaielor napoleniene.
- 22 iunie: Napoleon abdică din nou; Napoleon al II-lea (1811–1832), fiul în vârstă de 4 ani, domnește pentru două săptămâni (22 iunie - 7 iulie).

### Iulie
- 8 iulie: Ludovic al XVIII-lea se întoarce la Paris ca rege restaurat (el s-a auto-proclamat rege la 8 iunie 1795, după moartea nepotului său în vârstă de 10 ani, Ludovic al XVII-lea, și a trăit în Westfalia, Verona, Rusia și Anglia).

### Octombrie
- 15 octombrie: Napoleon I al Franței începe exilul pe insula Sf. Elena din Oceanul Atlantic.

### Nedatate
- Alianța cvadruplă, alianță între Marea Britanie, Rusia, Austria și Prusia, încheiată inițial în 1813, pentru a lupta împotriva Franței în faza finală a războaielor napoleoniene.
- Misionarii englezi ajung în Noua Zeelandă.
- Statele germane formează o confederație.

## Arte, știință, literatură și filozofie
- Cadril. Dans executat de patru perechi așezate în careu, introdus în Anglia.
- Se înființează biblioteca tipografului Josef Klapka, prima bibliotecă publică de împrumut din Ungaria.

## Nașteri
- 11 ianuarie: John A. MacDonald, primul prim-ministru al Canadei (d. 1891)
- 10 februarie: Constantin Bosianu, jurist și om politic, prim-ministru al Principatelor Române (d. 1882)
- 1 aprilie: Otto von Bismarck, prim-ministru al Prusiei (d. 1898)
- 6 aprilie: Robert Volkmann, compozitor german (d. 1883)
- 24 aprilie: Anthony Trollope, scriitor englez (d. 1882)
- 12 noiembrie: Elizabeth Cady Stanton, activistă americană pentru drepturile femeii (d. 1902)
- 10 decembrie: Ada Lovelace, matematiciană britanică (d. 1852)
- 21 decembrie: Thomas Couture, profesor și pictor francez (d. 1879)

## Decese
- 24 februarie: Robert Fulton, 49 ani, inginer și inventator american (n. 1765)
- 26 februarie: Prințul Josias de Saxa-Coburg, 77 ani, nobil german, general în armata austriacă (n. 1737)
- 4 martie: Frances Abington, 77 ani, actriță engleză (n. 1737)
- 5 martie: Franz Mesmer, 80 ani, medic german, creatorul hipnotismului (n. 1734)
- 7 decembrie: Michel Ney, 45 ani, general și mareșal francez (n. 1769)